# Днепровская (шахта)
ЧАО «ДТЭК Павлоградуголь» ПСП «Ша́хта „Днепро́вская“» (укр. ПрАТ «ДТЕК Павлоградвугілля» ВСП «Шахта «Дніпровська») — угледобывающее предприятие в городе Терновка Днепропетровской области (Украина), входит в ЧАО «ДТЭК Павлоградуголь».
Шахта «Днепровская» эксплуатируется с 1975 года.
Фактическая добыча 4019/2523 тонн за сутки. В 2003 году добыто 980 тысяч тонн угля.
Максимальная глубина работ 265 м (1990—1999 годы). Протяжённость подземных выработок 96,4/107,7 км (1990—1999).
Списочный состав: 2902/3062 человек, в том числе подземных 1839/1923 человек (1990—1999).
Шахта отрабатывает пласты угля с10, с8, мощностью 0,68—1,2 м. Угол залегания — 2—5 градусов. Количество действующих очистных забоев — 7/3, подготовительных — 6/5 (1990—1999). В очистных забоях используются механизированные комплексы КД-80, в подготовительных — комбайны КСП-32, КСП-33, П-110.
В 2001—2010 годах предусмотрено вскрытие и подготовка горизонта 340 метров, вскрытие и подготовка пластов с8в, с8н бремсберговой части восточного крыла, вскрытие и подготовка горизонта 230 м (восточная часть) и горизонта 230 м (западная часть).

## Адрес
вулиця Лесі Українки, Тернівка, 51500, Днепропетровская область, Украина.